# Гајзлинген (Цолерналб)
Гајзлинген (њем. Geislingen) град је у њемачкој савезној држави Баден-Виртемберг. Једно је од 25 општинских средишта округа Цолерналб. Према процјени из 2010. у граду је живјело 6.044 становника. Посједује регионалну шифру (AGS) 8417022.

## Географски и демографски подаци
Гајзлинген се налази у савезној држави Баден-Виртемберг у округу Цолерналб. Град се налази на надморској висини од 563 метра. Површина општине износи 32,0 km². У самом граду је, према процјени из 2010. године, живјело 6.044 становника. Просјечна густина становништва износи 189 становника/km².